# Rue du Parchemin
La rue du Parchemin (en alsacien : Pergamentergass) est une voie de Strasbourg rattachée administrativement au quartier Centre. Elle est située dans le prolongement de la rue des Juifs et rejoint la rue des Récollets, en laissant la rue des Pucelles, puis la rue Brûlée à l'ouest et la rue de l'Arc-en-Ciel à l'est.

## Toponymie

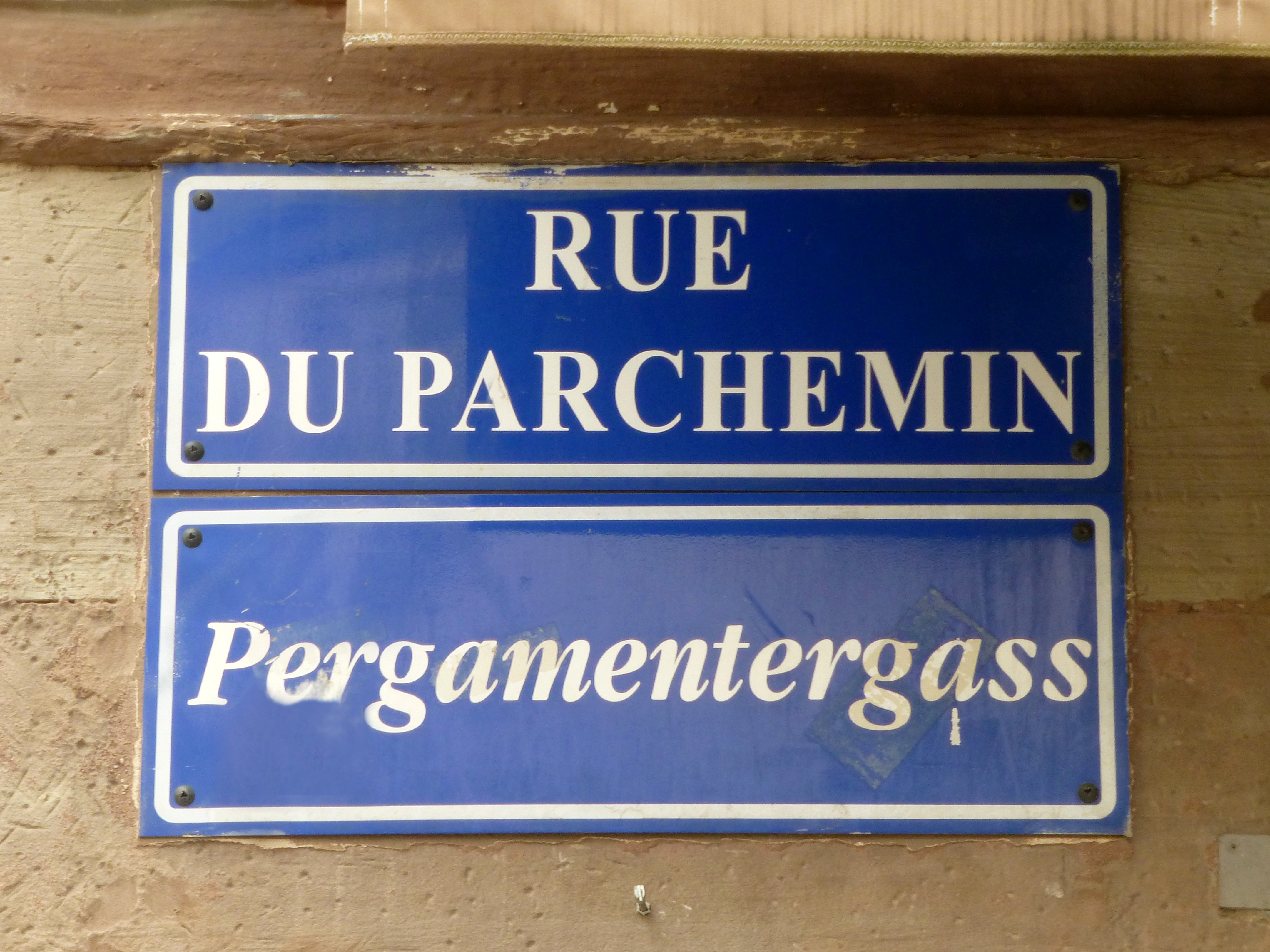
Plaque bilingue, en français et en alsacien.

Au fil des siècles, la rue a connu différentes dénominations, en latin, allemand ou en français : Vicus Pergamentorum (1339), Birmentergasse (1398), zum Rosenkranz, Rozenkranzgässel (fin du XVIe siècle), Permentergässel (1580), rue du Chapelet (1749), rue du Rosaire ou des Parchementiers (1771), rue des Juifs (1792), rue des Parcheminiers (1808), Pyrmenter-Gasse, Pergamenter-Gasse (1817), rue du Parchemin (1817, 1918), Pergamentergasse (1872, 1940), et, à nouveau, rue du Parchemin, en 1945.
Elle doit son nom aux parcheminiers qui, dès 1339, y avaient installé leurs ateliers.
Des plaques de rues bilingues, à la fois en français et en alsacien, sont mises en place par la municipalité à partir de 1995. C'est le cas de la Pergamentergass.

## Histoire
Infléchie vers le nord-est, la rue du Parchemin ne suit plus le tracé d'origine de la voie prétorienne qui se terminait plus au sud par la porte décumane du castrum, à la hauteur du no 4 de l'actuel quai Lezay-Marnésia, car, pour des raisons de défense, il fallait ménager un accès à la poterne Saint-André.

## Bâtiments remarquables

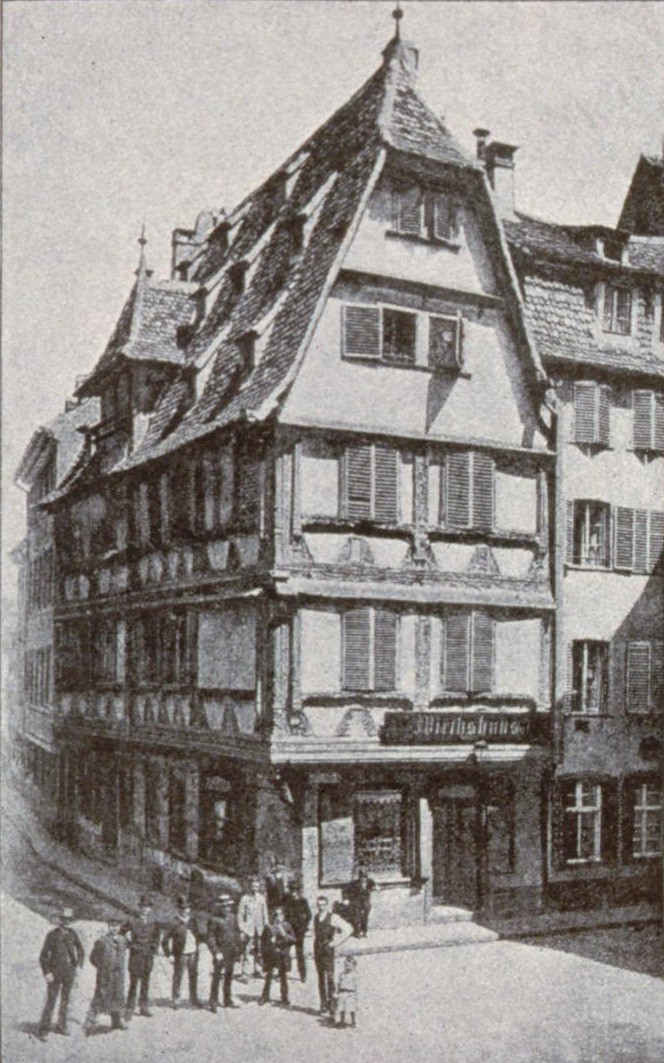
L'ancien no 2.

no 1Arrivé à Strasbourg, l'imprimeur allemand Heinrich Kayser qui fondera en 1877 les Neueste Nachrichten (ancêtre des Dernières Nouvelles d'Alsace), travaille d'abord dans d'autres imprimeries, puis s'installe à son compte au no 1 de la rue du Parchemin.
no 2À l'angle de la rue des Pucelles, la maison dite « Au Coin doré » (Zum guldenen Eck) portait, selon Adolphe Seyboth, le millésime 1589 sur un pan de bois sculpté entre deux fenêtres du premier étage. En 1898 la Ville acquiert la maison pour rectifier l'alignement de la rue. La démolition a lieu en juillet 1903 et le sol est réuni à la voie publique. Des éléments sont réutilisés pour le lycée des Pontonniers. Achevé en 1905, un nouveau bâtiment de quatre étages (le nouveau no 2) est construit sur le terrain de l’ancien 14, rue des Pucelles et une partie de l'ancien no 4 de la rue du Parchemin.

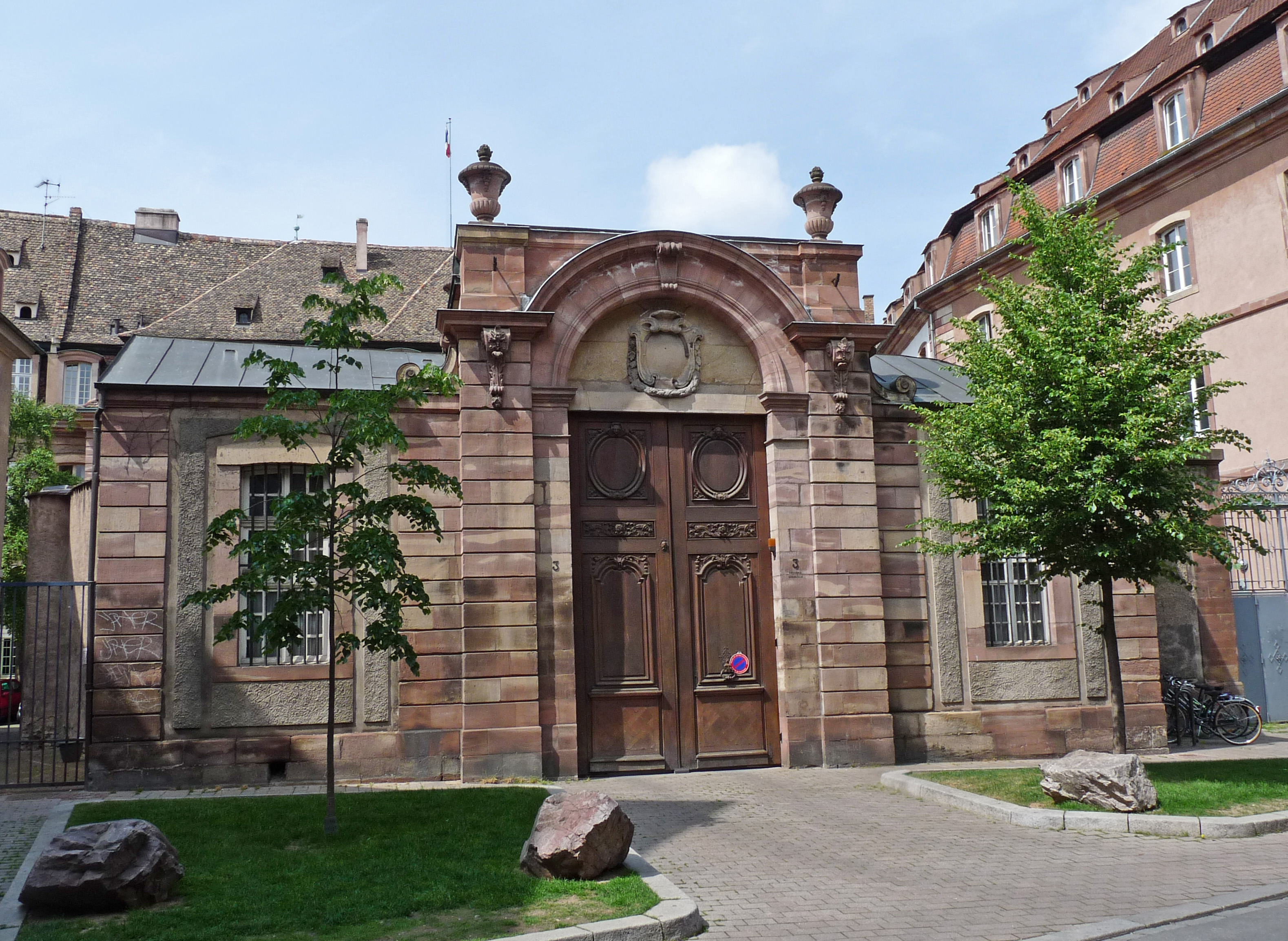
Portail d'honneur de la résidence épiscopale au no 3.

no 3 À l'angle de la rue Brûlée se trouve le palais épiscopal de Strasbourg, ancien hôtel du Grand-Doyenné, qui constitue le premier exemple strasbourgeois d'une demeure à la parisienne, notamment par son plan de distribution et le traitement des façades. Il est construit entre 1724 et 1732 par Auguste Malo Saussard d'après les projets de Robert de Cotte pour le prince de Turenne, doyen du grand chapitre de la cathédrale. À partir de 1855, il devient le siège de l'évêché, puis de l'archevêché. L'édifice fait l'objet d'une inscription au titre des monuments historiques depuis 1929.
no 5C'est un vaste bâtiment en arc de cercle qui se termine sur la rue Brûlée. La construction de ce magasin à grains pour le Grand Chapitre est demandée en 1722 à Auguste Malo Saussard, elle est finalement menée à bien par Arnaud Lagardelle. Le style de l'édifice est très sobre : chaînages à refends, fenêtres à encadrement de grès rouge, toit à la Mansart.

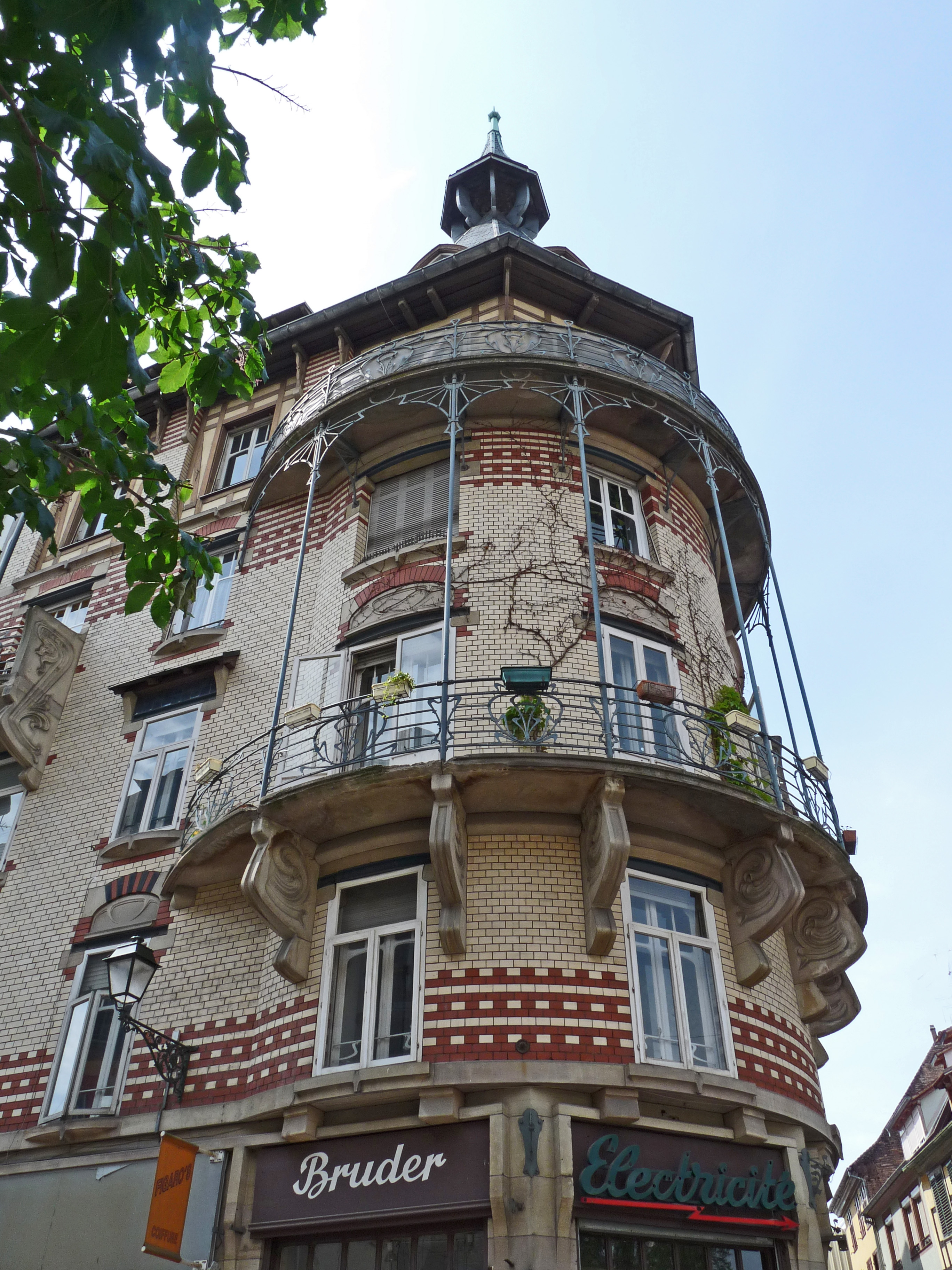
no 11, à l'angle de la rue Brûlée.

no 11Formant l'angle avec le no 24 de la rue Brûlée, cet immeuble de rapport est nommé Volkskunst (« art du peuple ») pour signifier que l'art nouveau n'est pas réservé aux quartiers résidentiels. Construit pour l'entrepreneur Albert Wieger par les architectes Jules Berninger et Gustave Krafft, il se distingue par une façade en briques jaunes et rouges, une tourelle d'angle avec toiture en pointe, deux balcons circulaires avec garde-corps en ferronnerie,.

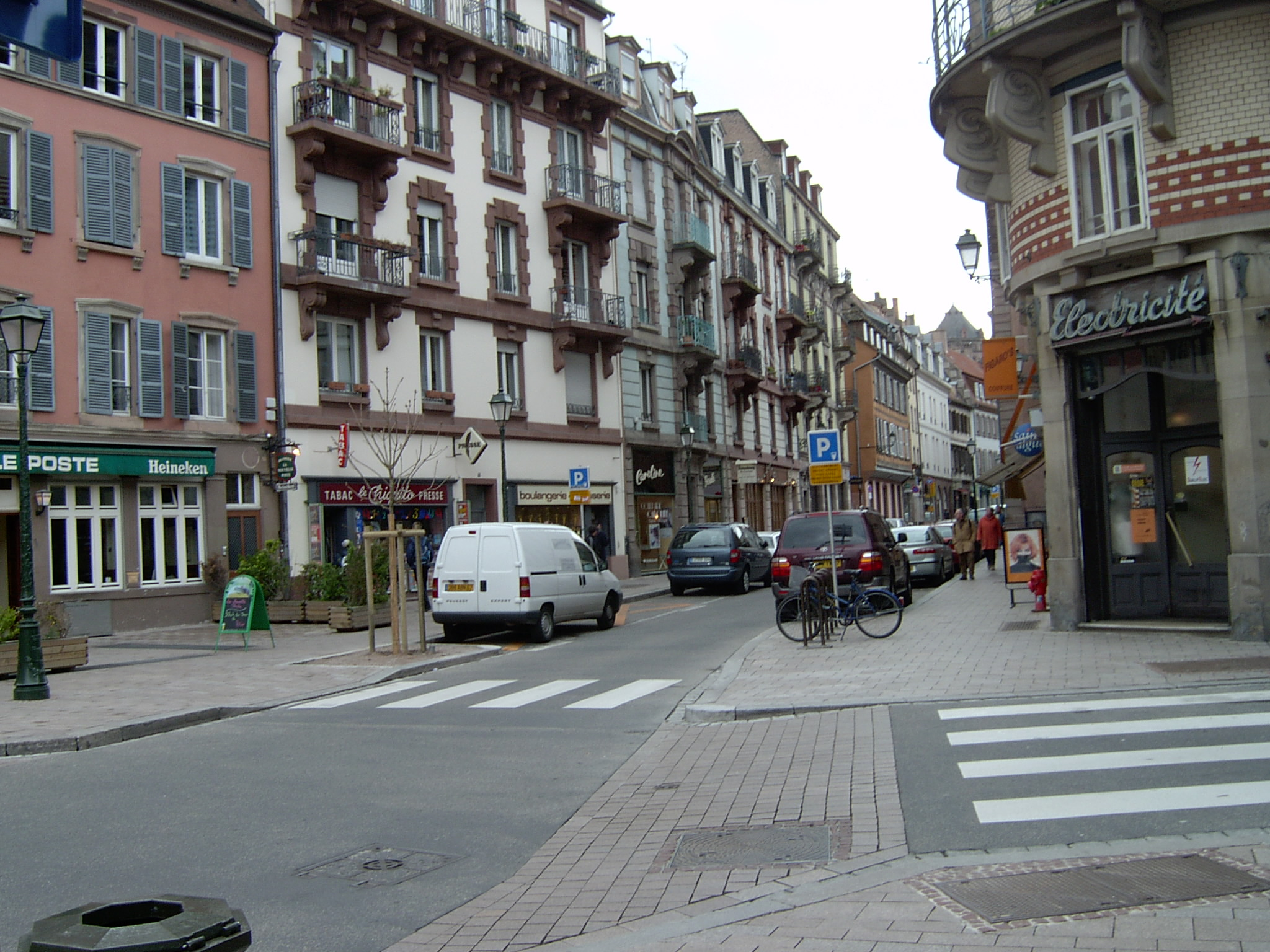
nos 12, 10, 8, 6.

Côté pair